# Groep van Juslenville
De Groep van Juslenville (afkorting: JUS) is een groep van geologische formaties in de ondergrond van het oosten van België. Het betreft gesteentelagen uit het Liviaan en Warnantiaan (Midden- en Boven-Viséaan, Onder-Carboon).
De formaties die lokaal tot de groep gerekend worden zijn:
- De Formatie van Lives bestaat uit donkergrijze bioklastische of fijn gelaagde kalksteen.
- De Formatie van Seilles bestaat uit lichter grijze kalksteen en areniet met oöiden en stromatolieten.
- De Formatie van de Bonne bestaat uit crinoïdenhoudende areniet.
- De Formatie van Ronde-Haie bestaat uit crinoïdenhoudende donkere kalksteen.

De formaties die in het Carboon van de centrale delen van de Ardennen rond Charleroi, Dinant en Namen worden onderscheiden zijn in het gebied rond Verviers minder duidelijk ontwikkeld of lastiger te onderscheiden. Om die reden worden sommige formaties in dit gebied (het synclinorium van Verviers) als groep gekarteerd.
De Groep van Juslenville ligt over de top van de Formatie van Moha, de jongste formatie van de Groep van Bay-Bonnet. De Groep van Juslenville is direct onder de Steenkoolgroep te vinden.